# Aiguebelle (chocolade)
Aiguebelle is een chocolademerk van het Marokkaanse bedrijf Compagnie Chérifienne de Chocolaterie. Het heeft als logo een gazelle. De Marokkaanse chocoladefabriek werd opgericht in 1941, en gaat terug op de chocoladefabriek van de cisterciënzer abdij Notre-Dame d'Aiguebelle in het Franse departement Drôme, opgericht in 1868.

## Geschiedenis

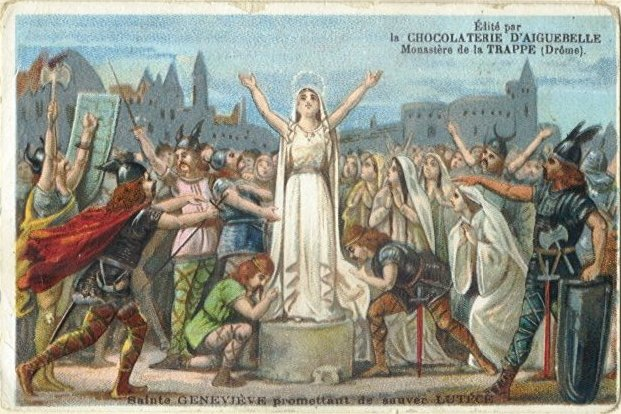
Prent van de heilige Genoveva van Parijs, omstreeks 1910

De abdij Notre-Dame d'Aiguebelle werd gesticht in 1137 door cisterciënzers van de abdij van Morimont. De abdij die aan de vooravond van de Franse Revolutie een sluimerend bestaan kende, werd afgeschaft maar in 1815 weer opgericht. De abdij kende een sterke groei en telde in 1850 233 monniken. Om in hun levensonderhoud te voorzien werd er naast de landbouw ook gekeken naar kleinschalige industrie. Er kwamen een leerlooierij, een boekbinderij, een textielfabriek en een destilleerderij. In 1867 werd begonnen met de bouw van een meelmolen, maar dit bleek te duur. Het jaar erop werd het gebouw ingericht voor de fabricage van chocolade. Onder leiding van broeder Chautard kende de chocoladefabriek een commercieel succes. Hij ging een lening aan om meer performante machines te kopen en in 1877 werd een vennootschap opgericht. Vanaf 1882 werden educatieve kleurenprenten bij de wikkels gevoegd. Op de achterzijde hadden deze prenten een korte, verklarende tekst. De prenten hadden verschillende thema's: geschiedenis, aardrijkskunde, de natuur, de samenleving, maar ook godsdienst en heiligen. De prenten waren populair bij de katholieke jeugd en werden gretig verzameld. De prenten werden aanvankelijk gedrukt in de abdij van La Trappe, maar vanaf 1895 kwam er een eigen drukkerij. In totaal werden ongeveer 6.000 verschillende prenten gedrukt tot 1925, toen er werd gestopt met de prenten.

### Uitbreiding

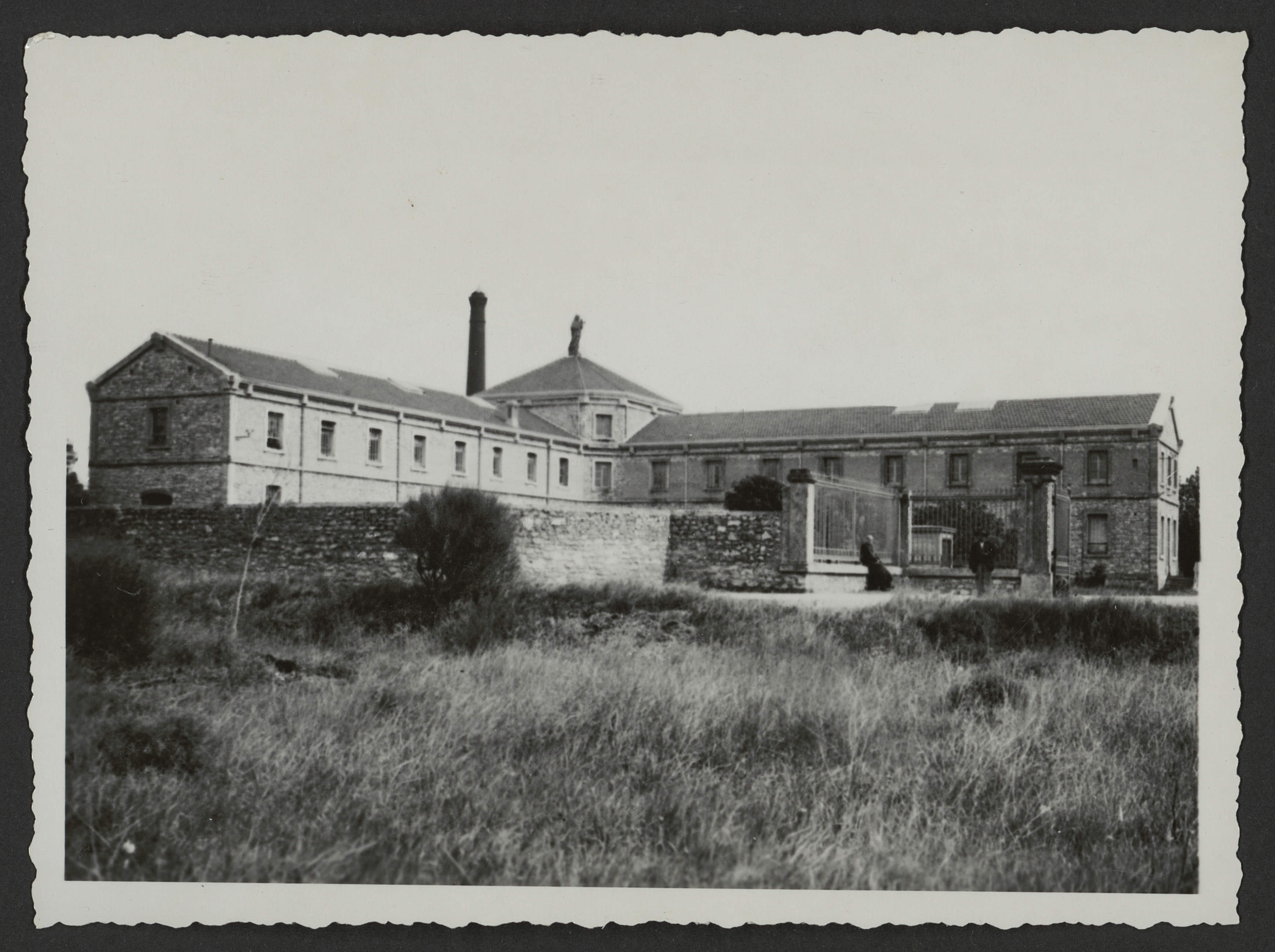
De fabriek in Donzère

Door het groeiende succes konden de monniken alleen het werk niet meer aan. Daarom werden arbeiders in dienst genomen. Ook weesjongens met een leeftijd tussen twaalf en zestien jaar werkten in de chocoladefabriek. In 1891 werd de naamloze vennootschap Chocolaterie d'Aiguebelle opgericht met een kapitaal van een miljoen francs en er werd uitgekeken naar een terrein om een nieuwe fabriek, los van de abdijgebouwen op te trekken. De bedrijvigheid van de fabriek met het bijhorende lawaai en de aanwezigheid van de ongeveer 150 arbeiders werd als nefast beschouwd voor het monastieke leven. In 1893 werd een terrein van 4,7 hectare gekocht in Donzère, een kleine gemeente met een groeiende bevolking en een treinstation. In juli 1895 opende de fabriek van Donzère en de eerste jaren waren nog een vijftiental monniken op de site aanwezig voor de opstart. Naar de fabriek in Donzère had de vennootschap een kantoor in Pont-Saint-Esprit voor de commerciële activiteiten. Tot 1905 heerste in de fabriek van Donzère nog een sterk katholieke sfeer. De broeders en paters van Notre-Dame d'Aiguebelle vierden er missen en leidden gebeden en paasretraites voor de werknemers. 
Als gevolg van de wet op de scheiding van kerk en staat van 1905 werden de banden tussen de abdij en de Chocolaterie d'Aiguebelle formeel doorgesneden. Op de abdijsite bleef er wel een artisanale fabricage van chocolade tot 1935. De chocolade van Aiguebelle behield zijn imago van katholiek product, wat bijdroeg aan zijn succes in het zuiden van Frankrijk. Ook in de fabriek van Donzère bleef de leiding katholiek. In 1919 werden er nog religieuze fresco's aangebracht in de fabriek. De fabriek telde een eigen harmonieorkest, een theater- en een fotografieclub. In 1910 deden voor het eerst vrouwelijke arbeiders hun intrede in Donzère. Dit werd nog versterkt tijdens de Eerste Wereldoorlog toen veel mannelijke arbeiders werden opgeroepen voor het leger.
Rond 1918 werd er jaarlijks ongeveer 1.800 ton chocolade geproduceerd. Hiermee was Aiguebelle een van de tien grootste chocolademerken van Frankrijk.

### Marokko
In 1941 werd er beslist om een fabriek te bouwen in Marokko, toen een Frans protectoraat. In Frankrijk heerste er als gevolg van de oorlog een tekort aan cacao en suiker. De productie startte in november 1942 en de fabriek werd geleid door de Fransman Pardigan. In Frankrijk kreeg de fabriek van Donzère het moeilijk in de jaren zeventig. Er volgde een overname en in 1977 werd het ontslag van 57 werknemers aangekondigd. Ondanks pogingen van de gemeente om de site te redden, sloot de fabriek van 1978 de deuren.
De site in Marokko bleef wel actief en kreeg in 1984 een eigen structuur met de oprichting van de Compagnie Chérifienne de Chocolaterie, met haar zetel en productiesite in Casablanca. Drie jaar later werd deze vennootschap eigendom van Omnipar van de rijke Marokkaanse familie Berrada. In 2023 telde de Compagnie Chérifienne de Chocolaterie 530 werknemers en werd een nieuwe productielijn in gebruik genomen.